# روش تغییر رفتار
روش تغییر رفتار یا فن تغییر رفتار، روش مبتنی بر نظریه برای تغییر یک یا چند تعیین‌کننده روانشناختیِ رفتار مانند نگرش یا خودکارآمدی یک فرد است. این روش‌های تغییر رفتار در مداخلات استفاده می‌شود. اگرچه تلاش البته برای نفوذ در نگرش و دیگر تعیین‌کننده‌های روانشناختیِ مردم بسیار قدیمی‌تر بودند، به خصوص تعریف توسعه یافته در اواخر دهه نود بینش‌های مفید به همراه داشت به خصوص چهار مزیت مهم:
1. توسعه یک طبقه‌بندی عام و خلاصه که بحث در مورد اجزای فعال یک مداخله را آسان می‌ساخت.
2. تأکید بر تمایز میان روش‌های تغییر رفتار و کاربردهای عملی آن روش‌ها.
3. شامل مفهوم «پارامترهایی برای کارآمدی» یا شرایط‌های پراهمیت برای اثربخشی است که اغلب نادیده گرفته می‌شوند.
4. این مورد به حقیقتی توجه دارد که روش‌های تغییر رفتار بر تعیین کنتده خاصی تأثیر می‌گذارند (وقتی یک مداخله توسعه می‌یابد، در ابتدا باید عوامل تعیین‌کننده شناسایی شوند و سپس روش‌های تغییر رفتار در نظر گرفته شوند، به گام‌های نقشه نگاری مداخله مراجعه کنید).

به صورت سنتی، به ندرت گزارش ارزشیابی مداخلات تغییر رفتار به توضیح واقعی مداخله می‌پردازد و این باعث شده‌است انتخاب کارامدترین روش‌ها دشوار شود. این مسئله در اواخر قرن نوزده و اوایل قرن ۲۱ زمانی که روش‌های تغییر عمومیت بیشتری یافتند بیشتر خود را نشان داد و رده‌بندی دیگری توسعه یافت و متعاقباً عمومیت پیدا کرد و منجر به قابلیت دسته‌بندی مداخلات منتشر شده قبلی گشت.

## تعریف پایه
یک روش تغییر رفتار، فرایندی است که پتانسیل تأثیرگذاشتن روی تعیین‌کننده‌های روانشناسانه را داشته باشد. تعیین‌کننده‌های روانشناسانه، متغیرهای تئوریکی در ذهن افرادمی‌باشندکه با عوامل خطر در اپیدمیولوژی مقایسه می‌شوند. اما تنها شامل متغیرهای روانشناسانه می‌شوند. نمونه‌های این تعیین‌کننده‌ها، نگرش، درک خطر، خودکارآمدی و عادت می‌باشند. این تعیین‌کننده‌ها در نظریه‌های توضیح رفتار بکار می‌روند ازجمله رویکرد عمل منطقی و الگوی باورسلامتی. سایرنظریه‌ها توضیح می‌دهند که چگونه این تعیین‌کننده‌ها، تغییرمی یابند مثل تئوری شناختی اجتماعی، الگوی بسط احتمال و الگوی الگوی فرآیند موازی توسعه یافته. نمونه‌های روش‌های شناخته شده تغییر رفتار، جذبه ترس، ارتباط ترغیب‌کننده و الگوسازی می‌باشد. مفهوم روش تغییر را می‌توان با استفاده از مثال فعالیت بدنی روشن کرد. اگر شخص بخواهد بازوهای قوی‌تر و بزرگتری داشته باشد، می‌تواند از دمبل استفاده کند و ورزش کند. این ورزش است که باعث رشد بازوی آن می‌شود. این اصل که ورزش کردن یک عضله باعث رشد آن می‌شود را روش تغییر می‌نامند. البته، این روش انواع کاربرد را دارد. بعلاوه، پارامترهای خاصی وجود دارد که باید برای مؤثر بودن ورزش، برقرار باشند. لازم است بدانیم که هیچ روش تغییر رفتار طلایی وجود ندارد. اگرچه، برخی روش‌های تغییر رفتار مثل الگوسازی را می‌توان بکار برد تا چند تعیین‌کننده، هدف قرار داده شوند. بعلاوه، با توجه به بستر و جمعیت هدف یک مداخله، وکاربردهایی عملی که می‌توان بکاربرد، برخی روش‌ها می‌توانند گزینه‌های مناسب‌تری برای تأثیرگذاشتن روی یک تعیین‌کننده باشند. هرچند، می‌توان گفت که بطورکلی، شامل کردن روش‌های تغییر رفتار بیشتر، کارایی یک مداخله را می‌افزاید.

## به عنوان یک زبان
پیشرفت در علم تغییر رفتار از طریق جمع‌آوری یافته‌های ارزشیابی بسیاری از مداخلات، حاصل می‌شود. این نتایج را می‌توان در یک فراتحلیل انجام داد که به تشخیص کارامدترین روش‌ها کمک می‌کند. البته روانشناسان باید از یک زبان استاندارد استفاده کنند. شرح روش‌های تغییر رفتار و تعریف آن‌ها، این نوع زبان را مهیا می‌سازد، ازبنابراین صحت فراتحلیل نیز ارتقا می‌یابد. زبان معروفی از طریق رده‌بندی آبراهام و میکی ونقشه نگاری مداخله، فراهم شده‌است. ولی توجه داشته باشیدکه تمام رده بندی‌ها حاوی تمام جوانب مرتبط روش‌های تغییر رفتار نمی‌باشند. برای مثال، رده‌بندی آبراهام ومیکی شامل پارامترهای کارآمدی نمی‌شوند.

## روش‌های نظری در برابر کاربردهای عملی
نقشه نگاری مداخله به توصیف روش‌های تغییر رفتار برای متمایز شدن از کاربردهای عملی، می‌پردازد. یک کاربرد عملی، تجسم عملی روش تغییر در یک مداخله خاص می‌باشد. برای مثال، یک مداخله می‌تواند ازا لگوسازی با استفاده از یک تصویر، استفاده کند، درحالیکه مداخله دیگر می‌تواند از روش نظری مشابه (الگوسازی) استفاده کند، اما با یک تجسم کاملاً متفاوت، برای مثال با سازماندهی آموزش متناظر. بنابراین، یک کاربرد، ترجمه یک روش نظری به یک حوزه، جمعیت، فرهنگ و غالباً به یک رسانه خاص می‌باشد. این تمایز بین روش‌های نظری و کاربردهای عملی، به دو دلیل اهمیت دارد. ابتدا، شواهد کارآمدی روش‌های تغییر رفتار، تنها برای روش‌های رفتاری عالم موجودند. دوم، چون روش‌های تغییر رفتار تنها در صورتی مفیدند که پارامترهای کارآمدی را داشته باشند توصیف مداخلات ناقص است اگر توضیح ندهد که ازکدام روش‌های نظری استفاده می‌کنند و این‌ها به چه کاربردهای عملی تبدیل می‌شوند.

## پارامترهایی برای کارآمدی
هر روش تغییر رفتار، یک مجموعه پارامتر برای کارآمدی دارد. برای مثال، روش معروف جذبه ترس که هدف آن توجه به ترس شخص به عنوان محرکی برای تغییر رفتار می‌باشد، مؤثرنمی باشد اگر نتواند موارد زیر را برانگیزند: شدت بالای تهدید درک شده، حساسیت بالا به تهدید درک شده، خودکارآمدی درک شده بالا در توانایی ایجاد رفتاری در نفی تهدید، کارآمدی پاسخ درک شده بالا، در نادیده گرفتن تهدید.نظریه تغییر مرتبط، الگوی فرایند موازی توسعه یافته، توضیح می‌دهد اگر که یکی از این چهار متغیر، پایین باشد، رفتار تغییر نخواهد کرد و درواقع، حتی ممکن است که شخص در رفتار مبارزه با سلامتی درگیر شود. بنابراین، اگر برنامه‌ریز برنامه که قصد دارد یک مداخله را توسعه دهد و بنظر او درک خطر یک عامل مهم است (که به ندرت این چنین است)، برنامه‌ریز می‌تواند از یک روش مناسب برای هدف قرار دادن آن تعیین‌کننده استفاده کند (جذبه ترس)، اما اگر این پارامترهای کارآمدی، رعایت نشوند، مداخله بازهم بی‌اثر خواهد ماند (هنگامی که مداخله موفق نمی‌شود به‌طور موفقیت‌آمیز افزایش خودکارآمدی را مدیریت کند). در حالیکه این نوع مداخله می‌تواند باعث تغییر رفتارمطلوب در فردی شود که از قبل خودکارآمدی بالایی داشته، همین مداخله می‌تواند در افرادی با خودکارآمدی پایین، نتیجه عکس بدهد (باعث تغییر رفتار نامطلوب می‌شود). به همین صورت، اگریک برنامه‌ریز برنامه، خودکارآمدی را به عنوان یک تعیین‌کننده مهم بشناسد، و از یک روش مناسب (الگوسازی) استفاده کند، رعایت پارامترهای کارآمدی الگویسازی، (افراد درگروه هدف باید با این الگوی شناسایی شوند، الگوی باید یک «الگوی مقابله» باشد که بارفتار مرتبط در کشمکش می‌باشد، اما در نهایت درگیر مدیریت می‌شود و نه یک «الگوی تسلط» که رفتارمطلوب را بدون تلاش، تحقق می‌بخشد. این الگوی باید برای رفتار تقویت شود و عضو گروه هدف باید دارای مهارت‌های مرتبط باشد)، این مداخله احتمال بالایی برای موفقیت دارد.